# 华伯贞
華伯貞（？—？），字起元，號洞庵，直隸常州府無錫縣人，明朝太學生。翰林院侍讀學士華察之長子。

## 簡介
子三人，長子華師皋；次子華師伊，南京翰林學士；三子華曼。妻為安如石之長女。